# تشارلز في. هوغن
تشارلز في. هوغن هو سياسي أمريكي، ولد في 12 أبريل 1897 في لين في الولايات المتحدة، وتوفي في 7 أغسطس 1971. نشط حزبياً في الحزب الديمقراطي.

## مناصب
- انتخب عضو مجلس ولاية ماساتشوستس ‏ عن دائرة Massachusetts Senate's 1st Essex district [الإنجليزية]‏.
- انتخب عضو مجلس ولاية ماساتشوستس ‏ عن دائرة Massachusetts Senate's 1st Essex district [الإنجليزية]‏.
- انتخب عضو مجلس ولاية ماساتشوستس ‏ عن دائرة Massachusetts Senate's 1st Essex district [الإنجليزية]‏.
- انتخب عضو مجلس نواب ماساتشوستس ‏.